# جیقه (هریس)
جیقه یکی از روستاهای استان آذربایجان شرقی است که در دهستان بدوستان غربی بخش خواجه شهرستان هریس واقع شده‌است.اهالی این روستا و دو روستای همجوار قراجه و جیغناب از عشایر ارسباران و از طایفه حاج علیلو هستند.آرامگاه ارمیای نبی در این روستاست.